# ودنیان
وُدنْیان (به کرواتی: Vodnjan) شهری در ایستریا کشور Croatia است که جمعیت آن در سال ۲۰۱۱ میلادی ۵٬۲۸۹ نفر بوده‌است.